# 대디스 홈 2
《대디스 홈 2》(영어: Daddy's Home 2)는 미국에서 제작된 숀 앤더스 감독의 2017년 크리스마스 버디 코미디 영화이다. 윌 페럴, 마크 월버그 등이 출연하였고, 윌 페렐, 애덤 매케이 등이 제작에 참여하였다.
전작 《대디스 홈》(2015)과 달리 레드 그래닛 픽처스는 이 영화의 제작에 참여하지 않았고 게리 샌체즈 프로덕션이 단독으로 제작하였다. 주 촬영은 2017년 3월 미국 메사추세츠주에서 시작되었다.
미국에서 2017년 11월 10일 파라마운트 픽처스를 통해 개봉하였다.

## 출연
- 윌 페럴 - 브래드 휘터커 역
- 마크 월버그 - 더스티 메이런 역
- 멜 깁슨 - 커트 메이런 역
- 존 리스고 - 돈 휘터커 역
- 린다 카덜리니 - 세라 휘터커 역
- 존 시나 - 로저 역
- 스칼릿 에스테베즈 - 메건 메이런 역
- 오언 버캐로 - 딜런 메이런 역
- 알레산드라 암브로지우 - 캐런 메이런 역
- 빌 버 - 제리 역
- 체슬리 설런버거 - 본인 역
- 리엄 니슨 - 본인 역 (목소리 출연)

## 기타 제작진
- 총괄 제작: 몰리 앨런, 숀 앤더스, 스티븐 러빈슨, 마크 월버그
- 미술: 클레이턴 하틀리
- 의상: 캐럴 램지

## 같이 보기
- 크리스마스 영화 목록